# 14. Sinfonie (Haydn)
Die Sinfonie A-Dur Hoboken-Verzeichnis I:14 komponierte Joseph Haydn im Jahr 1762 während seiner Anstellung als Vize-Kapellmeister beim Fürsten Nikolaus I. Esterházy.

## Allgemeines

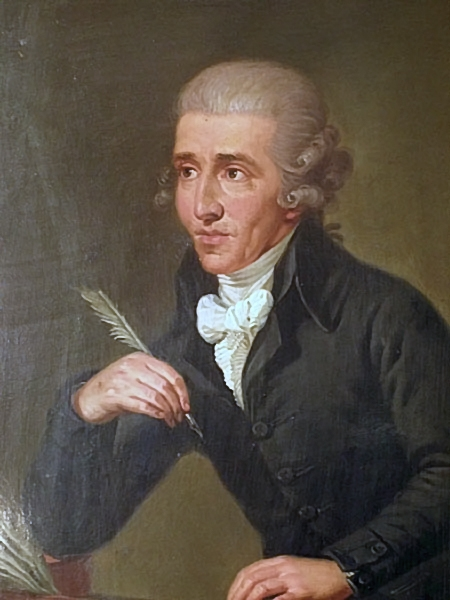
Joseph Haydn (Gemälde von Ludwig Guttenbrunn, um 1770)

Die Sinfonie Hoboken-Verzeichnis I:14 komponierte Joseph Haydn im Jahr 1762. Trotz der Kürze und frühen Entstehungszeit weist das Werk bereits mehrere Merkmale einer klassischen Sinfonie auf, Howard Chandler Robbins Landon bezeichnet es als „Miniatursinfonie“.

## Zur Musik
Besetzung:  zwei Oboen, zwei Hörner, zwei Violinen, Viola, Viola Solo, Cello, Cello Solo, Kontrabass. Zur Verstärkung der Bass-Stimme wurde damals auch ohne gesonderte Notierung ein Fagott eingesetzt. Über die Beteiligung eines Cembalo-Continuos in Haydns Sinfonien bestehen unterschiedliche Auffassungen.
Aufführungszeit:  ca. 15 Minuten (je nach Einhalten der vorgeschriebenen Wiederholungen).
Bei den hier benutzten Begriffen der Sonatensatzform ist zu berücksichtigen, dass dieses Schema in der ersten Hälfte des 19. Jahrhunderts entworfen wurde (siehe dort) und von daher nur mit Einschränkungen auf ein 1762 komponiertes Werk übertragen werden kann. – Die hier vorgenommene Beschreibung und Gliederung der Sätze ist als Vorschlag zu verstehen. Je nach Standpunkt sind auch andere Abgrenzungen und Deutungen möglich.

### Erster Satz: Allegro molto
A-Dur, 3/4-Takt, 100 Takte

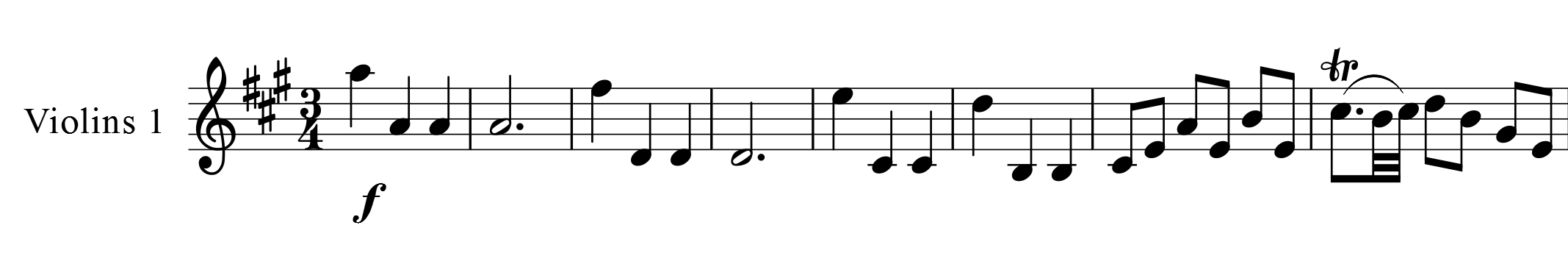
Beginn des Allegro molto

Der Satz beginnt forte mit einem prägnanten, energischen ersten Thema, dass durch große Intervallsprünge (Oktave, Dezime) in Verbindung mit Tonrepetition geprägt ist. Haydn kadenziert dabei von Tonika A-Dur, Subdominante D-Dur, Tonika, Dominante E-Dur und Tonika in fallender Linie. In den folgenden Takten etabliert Haydn die Dominante E-Dur und steigert die Geschwindigkeit durch Verkleinerung der Notenwerte auf Achtel. Eine Wendung mit aufstrebenden Intervallen schließt mit Akkordschlägen in E-Dur und geht nahtlos in den folgenden Dialog der Oboen mit den Streichern über. Die Streicher entwickeln daraus ein eigenes, wiederholtes Motiv, wobei die hier auftretenden Sechzehntel weitere Beschleunigungen bewirken. Energische Unisono-Achtel im Staccato führen zum zweiten Thema.
Das zweite Thema ab Takt 31 mit lyrischem Charakter besteht aus zwei Motiven und wird nur von den Violinen piano vorgetragen. Die 1. Violine beginnt mit Motiv 1 und sequenziert anschließend Motiv 2 abwärts. Die 2. Violine setzt um einen Takt versetzt ein und sequenziert Motiv 1 abwärts. Die Schlussgruppe im Forte greift die aufstrebenden Intervalle aus Takt 11/12 auf.
Die kurze Durchführung mit Überleitungscharakter variiert die Motive des zweiten Themas: zunächst in den Streichern, dann mit Stimmführung in den Bläsern. Ein überraschender Ausbruch im Fortissimo leitet von der Dominante zurück zur Tonika und damit zur Reprise.
Die Reprise ist ähnlich der Exposition aufgebaut, allerdings ist das erste Thema in seinen Intervallsprüngen variiert und geht unmittelbar in das wiederholte Streichermotiv aus der Exposition über. Beide Satzteile (Exposition sowie Durchführung und Reprise) werden wiederholt.

„Der Kopfsatz fesselt durch seinen feurigen Elan, seine vorwärtsdrängende rhythmische Kraft, wie sie sich gleich in den Anfangstakten bezwingend offenbaren (…).“

### Zweiter Satz: Andante
D-Dur, 2/4-Takt, 67 Takte

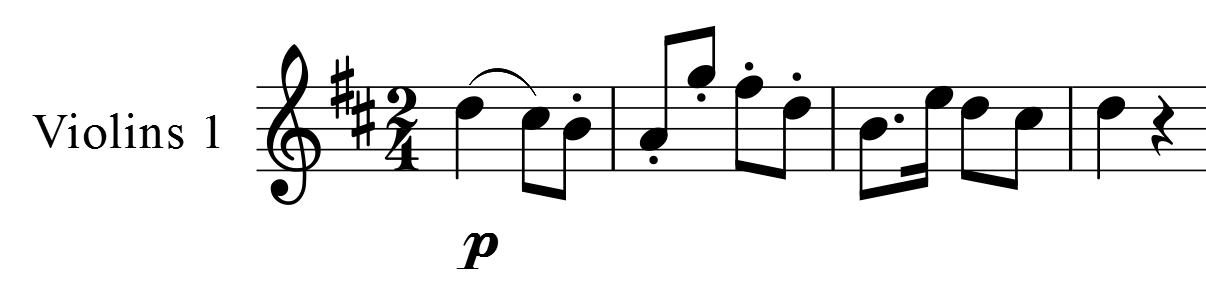
Beginn des Andante

Das Hauptthema besteht aus einer viertaktigen Melodie und ihrer mit Figurationen versehenen Wiederholung. Im weiteren Verlauf des ersten Satzteils schließen sich fünf weitere kleine, vier- bis fünftaktige Motive an: Motiv 2 mit Vorschlagsfloskel, Motiv 3 mit Tonrepetition und aufsteigender Linie, Motiv 4 mit Liegeton und Aufwärts-Triole sowie Motiv 5 als Schlussgruppe mit Wechsel von hoher Lage (forte) und tiefer Lage (piano).
Der zweite Satzteil fängt mit dem Hauptthema in A-Dur an. Anschließend sequenziert Haydn eine Figur aus der verzierten Wiederholung des Themas (Takt 6 bzw. 33) abwärts und gelangt dann mit Motiv 3 zur Tonikaparallele h-Moll. Mit Motiv 2 erfolgt der Wechsel zur Subdominante G-Dur, anschließend der Wechsel zur Tonika D-Dur. Der weitere Verlauf entspricht mit Motiv 3, 4 und der Schlussgruppe dem der Exposition. Beide Satzteile werden wiederholt.
Für das Andante hat Haydn auf das Thema des Schlusssatzes (ein Variationssatz) des Divertimentos Hob. II / 11 zurückgegriffen, das er Ende der 1750er Jahre komponierte und das unter dem Titel „Mann und Weib oder Der Geburtstag“ bekannt ist. Das Material ist im Andante neu kombiniert: Das Hauptthema entspricht Takt 1 bis 4 der achten Variation, seine figurierte Wiederholung Takt 13 bis 16 und Motiv 2 entspricht Takt 9 bis 12.
Eine Besonderheit in der Klangfarbe des Satzes ist, dass Haydn die von den Violinen weitgehend unisono gespielte Melodie vom Cello über weite Strecken eine Oktave tiefer mitspielen lässt (ähnlich im zweiten Satz der Sinfonie Nr. 16, Violinen dort mit Dämpfer), während Viola und Kontrabass ebenfalls in Oktaven eine gegenstimmenartige Begleitung in gleichmäßigen Achteln spielen.

„Der klangliche Effekt, eine Melodie über längere Strecken in Oktaven ausführen zu lassen, wurde von den Zeitgenossen geradezu als eine „Erfindung“ Haydns angesehen, die er zuerst in seinen frühen Streichquartetten anwandte. Allerdings war man darüber zunächst recht geteilter Meinung, wie der Musikgelehrte Ernst Ludwig Gerber 1790 berichtet: „Schon seine ersten Quatros, welche um das Jahr 1760 bekannt wurden, machten allgemeine Sensation. Man lachte und vergnügte sich auf der einen Seite an der außerordentlichen Naivität und Munterkeit, welche darinne herrschte, und in anderen Gegenden schrie man über die Herabwürdigung der Musik zu komischen Tändeleyen und über unerhörte Oktaven. Er war es nämlich, der die Manier, die Melodie durch die Oktave zu verstärken, oder erste und zweyte Violin in Oktaven einhergehen zu lassen, welche in großen Orchestern, bey ausdrucksvollen Stellen, so große Wirkung thut, in diesen seinen Quatros zuerst einführte. Man gewöhnte sich aber bald, trotz allen Schreyens an diese Manier. Ja, man ahmte sie endlich gar selbst nach.““

Das Andante war wahrscheinlich wegen der besonderen Klangwirkung zusammen mit der volkstümlichen Melodie ein unter Zeitgenossen beliebter Satz. So wurde er schon 1767 in einer Bearbeitung als Klavierstück in den „Wöchentlichen Nachrichten und Andeutungen, die Musik betreffend“ in einer leicht veränderten Form veröffentlicht. Vom Divertimento gab es weiterhin Bearbeitungen für Flötenquartett und für Klavier mit Violine.

### Dritter Satz: Menuetto. Allegretto
A-Dur, 3/4-Takt, mit Trio 56 Takte
Der Anfangsgedanke des Menuetts mit ausholendem auf- und absteigendem Gestus ist durch taktweisen Wechsel von gleichmäßiger Viertel- und Achtelbewegung geprägt. Anschließend wird mit Oboeneinsatz die Subdominante D-Dur betont, wobei die Oberstimmen die Viertelbewegung (als Tonrepetition), die Unterstimmen die ausholende Achtelbewegung fortsetzen; in den folgenden Takten tauschen die Gruppen ihre Rollen. Der erste Teil des Menuetts endet in der Tonika A-Dur (nicht wie sonst üblich in der Dominante). Der zweite Teil des Menuetts setzt die Achtelbewegung von A-Dur ausgehend fort. Ein ausdrückliches Wiederaufgreifen des Anfangsgedankens erfolgt nicht, stattdessen übernehmen ab Takt 17 die solistischen Hörner mit einem neuen Gedanken in hoher Lage die Stimmführung. Die letzten sechs Takte entsprechen dem des ersten Teils.
Im Trio (a-Moll) spielt die solistische 1. Oboe ihre klagend-deklamatorische Melodie über einer Streicherbegleitung.

### Vierter Satz: Allegro
A-Dur, 6/8-Takt, 66 Takte
Das erste Thema (Hauptthema), das anfangs nur von den Violinen vorgetragen wird, besteht aus einer einfachen Tonleiter abwärts, begleitet von gegenstimmenartigen synkopierten Achteln. In Takt 5 tauschen die Violinen von E-Dur aus ihre Rollen. Der Satzanfang erinnert damit an eine Doppelfuge. Der Einsatz des ganzen Orchesters im Forte in Takt 10 bringt neben der Tonleiter, die als Cantus firmus den ganzen Satz durchzieht, rasante Sechzehntel-Läufe. Das zweite Thema ab Takt 17 (piano, nur Streicher) variiert das erste, indem 2. Violine und Bass versetzt ein Fragment der Tonleiter spielen, während die 1. Violine eine abgesetzte Achtelfigur hinzufügt. In der lärmenden Schlussgruppe dominieren dann wieder rasante Läufe.
Auch der Mittelteil (Durchführung) ist neben den rasanten Läufen durch die absteigende Tonleiter geprägt, ab Takt 32 im versetzten Einsatz zwischen 2. Oboe und 2. Violine sowie – als Synkopenbewegung dazu – 1. Oboe und 1. Violine. Anschließend setzt das „zweiten Themas“ als Variante ein, nun aber mit veränderter Instrumentierung. Die Reprise beginnt überraschend fortissimo, wobei nun alle wesentlichen Satzbausteine (Tonleiter, Achtelgegenstimme, Sechzehntel-Lauffigur) parallel auftreten. Der weitere Satzverlauf ist ähnlich dem der Exposition gehalten, das Satzende ist mit Läufen codaartig erweitert.